# 日笠・日高のお日様ぐみ!
『日笠・日高のお日様ぐみ！』（ひかさ・ひだかのおひさまぐみ）は、2018年2月8日からFRESH!響チャンネルで始まったインターネット番組。2019年8月8日からはニコニコチャンネルの響ラジオチャンネルに移行し、2021年からはYouTubeチャンネルでも配信が始まった。

## 番組概要
パーソナリティの日笠陽子と日高里菜の2人がやりたい事を自由気ままに楽しむ動画番組。番組の企画は、日笠がスタッフに発した「里菜と一緒に番組やりたい！」の一言がきっかけで始まった。
特に決まったコーナーはなく、毎回2人のフリートークやロケ企画などが行われている。室内の企画では、料理回やゲーム回などが行われている。
2018年10月には番組初のイベントが科学技術館サイエンスホールで開催され、2019年には沖縄県へのロケ企画が行われた。
2020年4月からの新型コロナウイルス感染症に伴う緊急事態宣言の発令中は更新を休止し、開設したYouTubeチャンネルで朗読動画を公開した。

## 配信時間
ニコニコ 響ラジオチャンネルとYouTubeチャンネルにて隔週木曜日の20時から配信している。
次回配信までは無料視聴可能。次回配信以降はアーカイブ配信となり、有料会員のみ視聴可能。また、YouTubeチャンネルでは過去動画のハイライト映像が無料配信されている。

## ゲスト
- 第9回・第10回：井口裕香[9]
- 第28回：占い天使オッティモちゃん[10]
- 第36回・第37回：瀬戸麻沙美[11]
- 第105回：東山奈央[12]
- 第116回：大西沙織[13] - イベントの振り返り
- 第140回：早見沙織[14] - イベントの振り返り
- 第165回・第166回：加隈亜衣、和氣あず未[15] - イベントの振り返り
- 第191回・第192回：白石晴香[16] - イベントの振り返り

## イベント
日笠・日高のお日様ぐみ！ トークイベント
日時：2018年10月14日 昼の部（13:30〜） / 夜の部（17:00〜）
会場：科学技術館サイエンスホール
日笠・日高のお日様ぐみ！ トークイベント vol.2
日時：2019年7月20日 昼の部（13:30〜） / 夜の部（17:00〜）
会場：科学技術館サイエンスホール
日笠・日高のお日様ぐみ！ トークイベント vol.3
日時：2020年2月16日 昼の部（13:30〜） / 夜の部（17:00〜）
会場：科学技術館サイエンスホール
日笠・日高のお日様ぐみ！ トークイベント vol.4
日時：2020年12月6日 昼の部（13:30〜） / 夜の部（19:00〜）
会場：PIA LIVE STREAMによるライブ配信
日笠・日高のお日様ぐみ！ トークイベント vol.5
日時：2021年11月14日 昼の部（13:30〜） / 夜の部（17:00〜）
会場：科学技術館サイエンスホール、PIA LIVE STREAM
日笠・日高のお日様ぐみ！ トークイベント vol.6
日時：2022年8月7日 昼の部（13:30〜） / 夜の部（17:30〜）
会場：科学技術館サイエンスホール
ゲスト：昼の部・大西沙織 / 夜の部
日笠・日高のお日様ぐみ！ トークイベント vol.7
日時：2023年6月18日 昼の部（13:30〜） / 夜の部（17:30〜）
会場：科学技術館サイエンスホール
ゲスト：夜の部・早見沙織
日笠・日高のお日様ぐみ！ トークイベント vol.8
日時：2024年6月15日 昼の部（13:30〜） / 夜の部（17:30〜）
会場：科学技術館サイエンスホール
ゲスト：昼夜両部・加隈亜衣、和氣あず未
日笠・日高のお日様ぐみ！ トークイベント vol.9
日時：2025年6月8日 昼の部（13:30〜） / 夜の部（17:30〜）
会場：科学技術館サイエンスホール
ゲスト：昼夜両部・白石晴香